# Jacob de Vries (schilder)
Jacob de Vries (Hoboken (Antwerpen), 13 december 1927 – 5 februari 2019) was een Belgisch kunstenaar.
Naast schilderijen, waarin hij voornamelijk werkte met olieverf en pastel, maakte hij ook houtsneden en lithografieën. Zijn opleiding genoot hij aan de Academie van Sint-Joost-ten-Noode en de Academie voor Schone Kunsten in Sint-Gillis. Ook was hij leerling bij Kurt Peiser.
- RKD-Nederlands Instituut voor Kunstgeschiedenis: 21127